# Rainer Beeck (General)
Rainer Beeck ist ein deutscher Generalmajor des Heeres der Bundeswehr und seit März 2025 Kommandeur NATO Communications & Information Systems Group und Stellvertretender Chef des Stabes für Cyberspace im Supreme Headquarters Allied Powers Europe.

## Militärische Laufbahn

### Ausbildung und erste Verwendungen
Beeck trat 1989 beim Fernmeldebataillon 11 in Oldenburg in die Bundeswehr ein. Von 1989 bis 1992 durchlief er als Offizieranwärter die Offizierausbildung zum Offizier des Truppendienstes der Fernmeldetruppe beim Fernmeldebataillon 11 in Oldenburg und beim Fernmeldebataillon 620 in Flensburg. Anschließend studierte er bis 1996 Wirtschaft an der Universität der Bundeswehr Hamburg. Von 1996 bis 1998 war er Zugführer im Fernmeldebataillon 610 in Rendsburg, von 1998 bis 2001 Kompaniechef der 5. Kompanie des Fernmeldebataillons 610 in Rendsburg.

### Dienst als Stabsoffizier
Von 2001 bis 2002 war Beeck Stabsoffizier G6 (Führungsunterstützung) beim Allied Command Europe Rapid Reaction Corps in Mönchengladbach. Von 2002 bis 2004 absolvierte er den 45. Generalstabslehrgang Heer an der Führungsakademie der Bundeswehr in Hamburg, wo er zum Offizier im Generalstabsdienst ausgebildet wurde. Danach war er 2004 J71 op im Einsatzführungskommando der Bundeswehr am Dienstort Hamburg, nahm 2005 am 118. Generalstabslehrgang Heer an der École militaire in Paris teil und von 2005 bis 2006 am 13. Lehrgang am teilstreitkräftegemeinsamen Generalstabslehrgang am Collège interarmées de Défense in Paris. Von 2006 bis 2008 war er stellvertretender Abteilungsleiter G3 für Ausbildung und Übungen im Stab des Eurokorps in Straßburg und von 2008 bis 2010 Referent im Referat III 1 im Führungsstab des Heeres im Bundesministerium der Verteidigung auf der Hardthöhe in Bonn, zuständig für multinationale Zusammenarbeit Heer mit Frankreich, Spanien und Luxemburg. 2011 übernahm er die Führung über das Fernmeldebataillon 283 in Lahnstein und wurde 2013 Abteilungsleiter G3 im Führungsunterstützungskommando in Bonn. Von 2013 bis 2014 war er Adjutant des Inspekteurs der Streitkräftebasis in Bonn und von 2015 bis 2016 stellvertretender Chef des Stabes der Führungsunterstützungskommandos in Bonn. 2017 war er stellvertretender Kommandeur und Chef des Stabes des Betriebszentrum IT-System der Bundeswehr in Rheinbach und vom 8. März bis 18. Oktober 2018 auf diesem Dienstposten mit der Führung des Betriebszentrums beauftragt. Von 2018 bis 2021 war er Referatsleiter Strategie und Einsatz III 3 im Bundesministerium der Verteidigung in Berlin.

### Dienst als General
Von 2021 bis 2022 war Beeck Chef des Stabes der 1. Panzerdivision in Oldenburg und von 2022 bis 2024 Chief Digital Officer Heer/Landbasierte Operationen im Kommando Heer in Strausberg. Von 2024 bis 2025 war er stellvertretender Kommandeur Operationen und J6 Bundeswehr im Kommando Cyber- und Informationsraum in Bonn. Seit März 2025 ist er, als Nachfolger von Jürgen Brötz, Kommandeur NATO Communications & Information Systems Group und Stellvertretender Chef des Stabes für Cyberspace im Supreme Headquarters Allied Powers Europe (SHAPE) der NATO in Mons in Belgien.

### Auslandseinsätze
- Juni bis Dezember 1997: Ausbildungs- und Lageoffizier, Hauptquartier SFOR, Zagreb, Kroatien
- Dezember 2011 bis Juni 2012: CJ6 Chief Ops Hauptquartier Regionalkommando Nord, ISAF, Masar-e Scharif, Afghanistan
- Januar bis Juli 2016: Executive Officer beim Chef des Stabes Hauptquartier Resolute Support, Kabul, Afghanistan

## Privates
Beeck ist verheiratet und hat zwei Kinder.

## Auszeichnungen
- Ehrenkreuz der Bundeswehr in Bronze, Silber und Gold
- Einsatzmedaillen der Bundeswehr SFOR, ISAF, Resolute Support
- NATO-Medaille SFOR, ISAF, Resolute Support
- Médaille de la Défense nationale in Gold
- Verdienstorden des Großherzogtums Luxemburg (Kommandeur)
- Viertagekreuz in Bronze mit Krone